# 阿波戦争

後藤田正晴

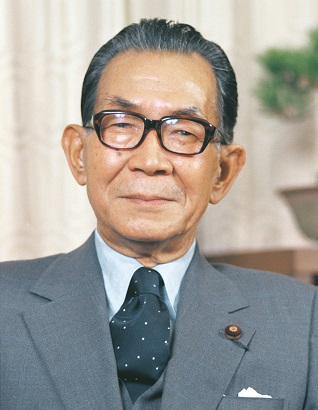
三木武夫

阿波戦争（あわせんそう）とは、徳島県における保守分裂選挙のこと。発端となった選挙戦は特に三角代理戦争（さんかくだいりせんそう）と呼ばれる。

## 概要
きっかけは1974年の第10回参議院議員通常選挙。分裂選挙の舞台となった1人区の徳島県選挙区には現職の久次米健太郎がいたが、田中角栄首相は現職を優先するという不文律に反し内閣官房副長官であった後藤田正晴を自民党公認候補とし、現職の久次米に公認を出さなかった。徳島選挙区は三木派を率いる大物政治家三木武夫の地元で、久次米は「三木武夫の城代家老」と呼ばれていた三木側近の一人であったことから、三木は田中の決定に猛反発し、派閥をあげて党公認候補後藤田の対立候補である久次米の選挙戦を支援し保守陣営が分裂する選挙戦となった。この選挙以後長きにわたって徳島では自民党が分裂状態に陥った。

### 後藤田擁立の背景
当初、後藤田は全国区で擁立される予定であった。後藤田は警察庁長官としてよど号ハイジャック事件やあさま山荘事件等の極左過激派の事件に対処した経験をもち国民的な知名度があり全国の警察関係者からの得票も見込めるため、後藤田から参院選出馬を相談された田中や田中派幹部の二階堂進も全国区から立候補することを後藤田に対して勧めた。しかし、後藤田はゆくゆくは中選挙区制のみの衆院選に立候補したいと考えており、警察庁の内規の関係で警察官僚は出生地以外の選挙区での立候補が認められないことから、郷里の徳島選挙区での公認を求めた。後藤田が頑なに徳島選挙区にこだわった背景には、新人の後藤田が将来地元徳島で衆院選を勝ち抜くためには三木とは別に新たな支持基盤をもつ必要があったからである。
三木は1937年（昭和12年）以来衆議院徳島選挙区で当選を重ね、戦後の選挙に至っては常に三木がトップ当選を果たしており、徳島はいわば「三木王国」とでもいえる土地であったが、反三木勢力も少なからず存在していた。徳島を地盤とする秋田大助衆議院副議長や小笠公韶参議院議員がその代表で、両者に加え反三木の県議らが久次米の議席を奪うことで反三木勢力の拡大を目論み後藤田擁立に動き、後藤田も反三木の保守勢力を自身の支持基盤とした。
後藤田の強い求めに対し田中は徳島選挙区で後藤田を公認候補として擁立する方向で検討に入った。久次米よりも後藤田の方が知名度が高く当選が確実視でき、また、第1次田中角栄内閣の内閣官房副長官を務めるなど田中の腹心として将来性があるとの思惑が働いたからである。このような動きに対し、三木は田中に対して原則通り久次米を公認するよう申し入れを行い後藤田擁立の動きを牽制した。

### 後藤田公認
後藤田公認が田中の意向であったとはいえ、田中派内部に異論がないわけではなかった。田中派旗揚げの立役者でもあり党幹事長の橋本登美三郎は原則を曲げてまで後藤田を選挙区の公認候補とすると三木派が反発し政権運営に支障をきたしかねないことを理由に後藤田擁立には消極的であった。当時の田中政権は1972年（昭和47年）の衆院選で自民党結党以来最低議席となる大敗を喫して先の総裁選で争った田中の政敵でもある福田赳夫を行政管理庁長官に迎え、さらに1973年11月に大蔵大臣の愛知揆一が急死すると経済政策を一任するという大幅譲歩と引き換えに福田を後任に起用し、かろうじて挙党一致体制の体面を保っているという不安定な状態であった。もし三木が離反し福田と結ぶようなことがあれば田中政権が潰されかねない、そんな危惧が橋本にはあったのである。
後藤田は田中の後押しもあって徳島で急速に支持を拡大していった。そして、ついに自民党徳島県連に公認申請をするに至った。公認申請をするということは即ち久次米と直接対決をする意思表示に他ならず、自民党徳島県連は久次米派と後藤田派に党内分裂するという事態に陥った。県連幹部は話し合いにより公認候補を決定する道を模索するも両陣営は日増しに対立を深めておりまとまるはずがなかった。最終的に投票により公認候補の決定を行う運びとなったが、開票直前に三木派の県議らが開票を自民党本部に委ねることを提案し、後藤田陣営もこれに同意し開票は自民党本部に付されることになった。両陣営が合意に至った背景にはそれぞれの思惑があったためである。三木陣営は、後藤田が有利といわれている状況で開票し結果が確定してしまうと久次米公認の途が完全に絶たれてしまうため、党本部に持ち込み三木と田中の会談により公認候補を決定すれば田中が折れて原則通り久次米が公認を得られるだろうという思惑があった。一方の後藤田陣営は、県連で開票してしまうと久次米陣営は県連を分裂させてでも久次米を擁立する可能性が高く、開票に党本部のお墨付きを与えることで久次米陣営の動きを封じ込め、開票結果をもって三木本人に久次米公認を諦めさせようという思惑があった。投票箱はそのまま自民党本部に空輸され、開票は党執行部に委ねられた。しかし、橋本幹事長は事態の推移を見守りその間三木を説得するため開票の先送りを決定した。
しかし、三木への説得工作は不調に終わり公示日寸前に至ってもなお公認選定はもつれ、最終的に現職優先の原則を曲げ知名度と将来性のある後藤田を推す田中の一声で後藤田公認を決定するに至った。後藤田公認に決まれば三木も自民党員としてそれに従うだろうという田中の楽観的な読みも後藤田公認決定の一因であった。

### 三木の逆襲
公認を得られなかった久次米は無所属で立候補する意思を固め自民党を離党した。それに応呼して三木派所属の国会議員たちも久次米支援に動き出した。元々三木派の議員たちの間では、決選投票で田中を支持したのにもかかわらず第一次・第二次ともに閣僚ポストが2つしか与えられず、そのポストも三木の副総理を除けば枢要なポストではなかったことから田中への反発がくすぶっていた。そして三木もまた自分が田中から軽視されたことに憤り、三木派の会合で久次米必勝の気勢をあげた。
6月6日、三木は徳島に入り6月14日の選挙公示日に向け同一選挙区での遊説としては極めて異例の1週間もの時間を徳島遊説に費やした。また、三木派所属の国会議員たちも徳島に乗り込み遊説を繰り返した。三木派の選挙活動は熾烈なもので、当初は久次米非公認の不当性を訴える内容だった演説も次第に熱を帯びはじめ、金のかかりすぎる選挙制度や金権政治への批判を行うなど暗に田中政権への批判ともとれる発言もではじめた。あまりにも激しい敵対候補への選挙活動を見かねた橋本登美三郎幹事長と江崎真澄幹事長代理が久次米の応援を自粛するよう三木派幹部の井出一太郎に申入れを行うほど事態は尖鋭化していった。
徳島では公認を得られた後藤田陣営の県議が議会や県連の主要ポストを独占するに至り、久次米陣営の県議たちにとっては選挙結果が死活問題になりかねない状態にまで追い詰められてしまっていたため、久次米陣営は後藤田有利の状況から巻き返しをはかるためなり振り構わない選挙活動を展開した。一方の後藤田陣営もこれに対抗する形で強引な選挙活動を展開したため、選挙後、後藤田事務所が捜索を受けた他、両陣営から数百名という前例のない規模の選挙違反者が検挙されることとなった。三木系に属する武市恭信徳島県知事は党規に反して無所属候補を応援するわけにはいかないとして、自民党を離党した上で久次米の選挙活動を行った。
激しい選挙戦は投開票日の7月7日までの約1ヶ月間展開され、その過程で三木は反田中色を明確にし三木と田中の対立は避けられないものとなってしまった。そして、田中から離れた三木に福田赳夫が接近し、福田もまた選挙活動を通じて金権政治批判を展開し、後の三福連合の土台が醸成された。
選挙結果は久次米が19万6210票を獲得し、15万3388票に終わった後藤田を破り久次米が議席を守り抜いた。後に後藤田はこの選挙について「あの選挙は自分の人生の最大の汚点」と述べている。

### 三角代理戦争の影響

#### 中央政界
三木と福田が接近したことで選挙直後から田中政権はぐらつくこととなった。選挙後の7月11日、三木は三木派総会で選挙総括を行い副総理辞任の意思を固めた。そして翌12日、三木は田中に辞表提出の意思を伝えた上で二階堂官房長官に辞表を提出した。その後、福田も三木に追従することが有力視される中、佐藤派分裂の後福田派に参じた保利茂行政管理庁長官は角福調整に奔走し続けた。そして、7月15日、自民党長老会議が開かれ田中福田両名に対し「物価対策に全力をあげること」「田中が福田に協力を要請すること」「次の総裁選は話し合いで決めること」を申し入れることを決定した。もっとも、長老会議は形式的なものであったため調整が功を奏すことはなかった。そればかりか、田中嫌いで知られる岸信介元首相は逆に福田に辞任をけしかけさかんに倒閣を煽り続けた。7月16日、石井光次郎元衆議院議長と岸信介は長老会議を代表して田中福田両名と会談するも、福田は辞任の意思を崩さず同日中に辞表を提出した。角福調整に失敗した保利もまた、調整失敗の責任をとる形で同日辞表を提出した。こうして三木と福田は連携して田中批判を強め、後の田中金脈問題で田中を政権から引きずり下ろすことに成功した。

#### 県連の分裂、後藤田系による選挙区の掌握
その後の徳島県では三木系と後藤田系が国政や徳島県政を巡って分裂、県議会の会派も別々となった。当初は、三木系の徳島県政への影響力は三木政権誕生と共に絶頂期を迎えていたが、その間に後藤田は地元の行脚で地盤を固め、1976年に行われた第34回衆議院議員総選挙で現役首相である三木の選挙区で後藤田が第2位で初当選する。自民党はこの選挙で議席を減らし、三木は責任を取って退陣する。以後、徳島においても三木系の影響力の低下が見られるようになった。
1977年の徳島知事選では現職の武市が4選出馬を表明し、自民党に公認を申請したが、反三木派は1974年の参院選で武市が無所属の久次米を支援したことなどを理由に武市の公認に反対し、国政に進出した後藤田も自身の選挙を妨害した武市の再選阻止を画策した。両派は党本部への公認申請を決定する県連の総務会開催をめぐって対立し、反三木派は開催延期を求めた。反三木派の県連会長の小笠も総務会開催には消極的であったが，三木派は総務会の開催を強行し、武市の公認を決め、党本部に公認するよう求めた。しかし、反三木派はこの決定に反発、対立はさらに激しさを増した。公認申請を受けた党本部も対応に苦慮しており、8月30日になって武市の公認を見送り、代わって党籍証明を出すことを妥協案として提案した。その後、最終的に福田赳夫総裁名で政治団体確認申請書が徳島県選挙管理委員会に出されたことで決着、武市の公認は見送られたものの、武市は自民党を名乗ることが可能となり、自民党から事実上支援を受けることになった。
一方、武市陣営の動きに対し、反三木派の保守陣営は、日本社会党、公明党など革新陣営と共同で県議会に武市知事4選出馬断念勧告決議案を提出、可決され、保革連合である県政刷新議員連盟を結成する。これらの背景として、社会党選出の衆議院議員である井上普方が後藤田の甥という親戚関係でもあり、また公明党選出の衆議院議員である広沢直樹も武市不支持派であったことから、保革連合が促進されやすい状況であった。県政刷新議員連盟は、最終的には県議であった三木申三を擁立し、社会党は三木申三を推薦、公明党、民社党は自主投票だったものの三木申三への支持が多く、武市の対立候補となる。最終的には、武市がわずか1,539票差、得票率0.4%差という僅差で三木申三を破り、辛うじて4選を果たしたものの、直系の武市知事がここまで苦しい戦いを強いられたことは、三木武夫の徳島県政への影響力の衰退を象徴していた。
1979年の総選挙では、三木武夫は後藤田を得票数では上回ったものの3位当選に終わり、戦後ずっと守ってきていた衆院選でのトップの座を明け渡す。トップ当選したのは反三木派の筆頭で、前回の総選挙で落選した秋田大助であり、2位当選も事実上の反三木派である社会党の井上普方であった。翌1980年には、三木の城代家老と呼ばれた久次米が第12回参議院議員通常選挙への不出馬・政界からの引退を表明（その後、久次米は任期満了直前の1980年7月に現職議員のまま死去）。後継である内藤健が自民党公認で当選する。内藤は、当初は無派閥であったが、同年12月に田中派である木曜クラブに入会する。
武市は1981年徳島県知事選に立候補して5選を狙うが、武市に対する多選批判は厳しく、三木派の県議の中にも前回の知事選に辛勝した段階で5選出馬はないと考えていた者がいたほどであった。一方、リベンジを期す後藤田系の三木申三は、前回に続いて無所属で立候補。社会党、公明党、民社党から推薦を得た。結局知事選では三木申三が約3万2000票差で前回の雪辱を果たし、武市を破って初当選し武市の5選を阻止、三木武夫は直系の知事を失った。これにより三木の徳島県政への影響力は衰退の一途を辿った一方、後藤田の影響力がより強まり、1983年には、県議会選で後藤田系が三木系を抜き最大会派となった。同年の総選挙でもロッキード事件判決の影響もある中で、後藤田が初めて三木武夫を得票数で上回りトップ当選を果たす。
1985年に、田中が病気で倒れてからも後藤田系の勢いは止まらなかった。そして、三木系が強かった徳島市でも三木系の山本潤造が市長選4選不出馬、徳島県知事選への立候補を表明、武市の知事時代の出納長を後継者としたが、後藤田系の三木俊治に敗れた。山本は徳島県知事選に挑んだが後藤田系の現職・三木申三が再選する。そんな中、三木武夫は病気で倒れ、1986年の第38回衆議院議員総選挙では病床から立候補するなど、衰えは明らかであった。こうした中で、1987年に三木派の県議七条明、田中派の県議山口俊一らがベテラン議員を説得し11年ぶりに自民会派が統一された。この後、山口は1990年の第39回衆議院議員総選挙で、七条は三木武夫死後の1993年の第40回衆議院議員総選挙で当選し、国政に転じている。
1988年に三木武夫が現職議員のまま死去し、その後1990年に田中も政界を引退（1993年に刑事被告人のまま死去）、後藤田も1996年に政界を引退（2005年死去）し、三角代理戦争としての阿波戦争は、完全に終焉した。

### 平成期の徳島県内の衆議院小選挙区と参議院徳島県選挙区、県知事の情勢

#### 衆議院
1996年の第41回衆議院議員総選挙より小選挙区比例代表並立制が導入され、徳島県内はこれまでの全県1区から3つの小選挙区に分かれることになり、導入初となった第41回総選挙で自民党は1区に元徳島市長の三木俊治、2区に現職の山口俊一、3区には元徳島県知事の三木申三を公認とし、前回の第40回衆議院議員総選挙で県議から転じて初当選した七条明は比例四国ブロック単独候補に回る構図で臨んだが、1区は旧民主党公認の元職の仙谷由人、3区は新進党公認の前職の岩浅嘉仁にそれぞれ敗れ、比例単独の七条も議席を確保できず落選（その後、越智伊平の死去に伴い2000年3月に繰り上げ当選）するなど、結局、徳島県内で自民党は山口の1議席しか確保できなかった。
2000年の第42回衆議院議員総選挙では、1区は七条と元農林水産省官僚の新人・岡本芳郎との間にコスタリカ方式が導入され、当該選挙では岡本が1区、七条は再び比例四国ブロック単独で立候補した。また、3区は後藤田正晴の大甥である後藤田正純が公認候補となった。この選挙では岡本は仙谷に敗れて落選したものの、山口と後藤田が当選し、七条が比例で議席を確保した。以降は1区では民主党の仙谷が小選挙区での強さを見せて議席を確保する一方で、2区・山口、3区・後藤田が安定して小選挙区での勝利が続いた。岡本は2003年の第43回衆議院議員総選挙は七条とのコスタリカ方式により比例四国ブロック単独候補に回って初当選（七条も1区で比例復活当選）し、2005年の第44回衆議院議員総選挙では再び1区で立候補し、比例復活で議席を確保した。
しかし、2区の山口は郵政民営化反対の立場から自民党を離れた（党籍は保有）ため、2005年の総選挙では七条が1区から移動して党公認（いわゆる「刺客」候補）となり、両者が対決する構図にもなった（無所属の山口が小選挙区当選、七条も比例四国ブロック単独1位で優遇されて重複立候補していたため、比例復活でいずれも議席確保）が、選挙後の翌2006年には山口は自民党に復党している。
自民党に逆風が及ぶ中で行われた2009年の第45回衆議院議員総選挙では、1区は前回比例復活した岡本、2区が山口、3区が後藤田で、山口の復党を受けて比例四国ブロックに回ることになった七条は比例優遇は叶わず、単独13位の登載順位に置かれた。投開票では民主党の躍進から1区の仙谷に岡本は敗れ、2区も山口は民主党元職の高井美穂に初めて小選挙区で敗れたが、辛うじて比例復活で議席を死守した。3区の後藤田は民主党・新人の仁木博文を僅差で振り切った（仁木は比例復活で当選）。比例四国ブロック単独に回った七条は名簿順位が下位になったことで議席獲得には届かず落選した。七条は一度は政界引退を表明したが、2013年の上板町長選で当選し、地方首長に転じた。
変わって自民党が地滑り的な大勝を収めた2012年の第46回衆議院議員総選挙では、1区で県議から転じた福山守が仙谷を破って議席を獲得し、2区の山口、3区の後藤田も勝利し、初めて徳島県内の小選挙区を自民党が独占することとなった。
2014年の衆議院小選挙区0増5減の定数是正により、徳島県の小選挙区は3から2に減った。このため、旧徳島1区選出の福山守と旧徳島3区選出の後藤田正純の間で選挙区調整が必要になり、福山は同年の第47回衆議院議員総選挙において比例四国ブロックの上位単独候補（2位）となった。この選挙では1区に回った後藤田、2区の山口がいずれも当選したことで引き続き県内の小選挙区を自民党が独占し、比例単独に回った福山も当選した。しかしながら「比例優遇は2回まで」という自民党の内規があり、福山は次の衆議院選挙で選挙区での立候補を模索するようになり、福山と後藤田はどちらも同じ石破派の所属にもかかわらず、徐々に両者の間に溝が生じ始め、後述の「令和の阿波戦争」の発端ともなる重要な分岐点となっている。
なお、2017年に行われた第48回衆議院議員総選挙でも、前回に引き続き1・2区とも自民党が独占し、比例四国ブロックで連続立候補となった福山も登載順位上位（2位）に優遇され、議席を確保したことで表向き平穏を保った。

#### 参議院
一方、参議院徳島県選挙区では1989年の第15回、1998年の第18回、2007年の第21回の3回にわたり自民党公認候補が敗れており、このうち第18回では三木武夫の実娘である高橋紀世子が野党統一の無所属候補として、自民党公認の現職であった松浦孝治を破ったことが特筆される。高橋は議員任期中は常に野党陣営に身を置いており、みどりの会議を経て、結局1期6年の任期限りで次期参議院選挙に立候補せず、政界から引退している（2020年7月死去）。
また、2004年の第20回で当選した元徳島市長の小池正勝は当選時は自民党公認であったが、次期参議院選挙（第22回）の候補選定を巡って対立し、2010年に自民党を離党、その後新党改革に入党した。これにより同年7月の第22回参議院議員選挙で自民党公認の新人である中西祐介が当選（小池は新党改革公認で立候補し落選）するまで、参議院の徳島県選挙区は一時自民党議員が不在という事態になった。
この参議院徳島県選挙区は、2015年の公職選挙法改正による定数是正によって高知県選挙区との合同選挙区（徳島県・高知県選挙区）となり、2016年の第24回参議院議員通常選挙から適用された。2016年は徳島県側の現職であった中西祐介が同選挙区で当選したが、次回の2019年の第25回参議院議員通常選挙では高知県側の現職であった高野光二郎が同選挙区で当選しており、徳島・高知の順に回ごとに交互に候補を同選挙区に擁立し、一方で選挙区に擁立しない県側は比例区に候補を擁立したうえで、第25回から適用を開始した「特定枠」を用いて優先的で当選させる配慮がなされている。これにより第25回は徳島県側の現職であった三木亨が比例特定枠候補1位として再選している。2022年の第26回参議院議員通常選挙では引き続き中西祐介が徳島・高知選挙区に立候補して当選している。

#### 徳島県知事
昭和末期から平成初期に県知事を務めた三木申三は3期目任期となる1993年に県知事を退任（その後、前述の通り国政転出を図るも失敗）し、元運輸官僚であった圓藤寿穂が1993年9月の県知事選挙で自民党のほか、社会党、公明党など7党の推薦を得て、後継の徳島県知事に当選した。圓藤は1997年、2001年の県知事選も当選し、3期目を迎えた。
ところが3期目の任期始期から約半年後の2002年3月にコンサルタント会社「業際都市開発研究所」に絡む汚職事件（業際研事件）が発覚し、圓藤は収賄容疑で立件され、任期途中で県知事を辞職した。圓藤の後任を選出する知事選挙は同年4月に行われ、元徳島県議会議員で前回の県知事選で圓藤に3万票差まで迫った大田正が民主党・日本共産党・社会民主党の推薦を受け、元大塚製薬徳島板野工場長の河内順子（自由民主党・自由党支持）、元ゴールドマン・サックス社長の山崎養世の両者を破り、当選する。これにより1947年の知事選で当選した民選初代徳島県知事の阿部五郎以来の革新県政が誕生する事となった。
しかし、大田県政は少数与党であり、なおかつ県政野党となった自民党や公明党などからの激しい軋轢を招く形となり、就任から僅か1年後の2003年3月末に県議会で「県政の混乱」を理由に知事不信任決議が可決する事態に至り、大田は県議会を解散せず知事を失職した。大田は同年5月に行われる出直し選挙へ立候補したが、総務官僚出身で自民党・保守新党が推薦した飯泉嘉門に敗れ、徳島県政は1年で再び保守県政に戻った。その後、飯泉は安定して当選を重ね、後述の2023年の知事選で後藤田正純に敗れるまで5期20年にわたり県知事を務めた。

### 令和の阿波戦争

前徳島県知事（第16 - 20代）飯泉嘉門

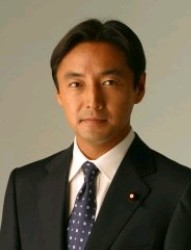
徳島県知事（第21代）・後藤田正純

前徳島市長（第38代）・内藤佐和子

2019年の徳島県知事選挙と2020年の徳島市長選挙は保守分裂選挙となり、自民党徳島県連の推薦する候補と後藤田正純の推薦する保守系無所属候補の激しい選挙戦となった。NHKはこれを「令和の阿波戦争」と報じた。
2019年の徳島県知事選挙では自民党県連推薦の現職、飯泉嘉門が158,972票を獲得したのに対して後藤田の支援する岸本泰治は122,779票であり、飯泉が再選を果たした。翌2020年の徳島市長選挙では後藤田が支援する現職の遠藤彰良と徳島県連所属の自民党国会議員である福山守や山口俊一らが支援する新人の内藤佐和子の一騎打ちとなり、遠藤の39,248票に対し、新人の内藤が41,247票で僅差で遠藤を破って初当選を果たした。
また2018年の徳島市阿波おどり総踊り中止騒動の際、後藤田は総踊りの中止を進める遠藤市長側に付いたため、総踊りを強行する阿波おどり振興協会が2020年の徳島市長選挙で内藤を支援するなど、分断は地域を巻き込み深刻化しつつあった。

#### 2021年衆院選を巡る動静
2021年に行われる予定となっていた第49回衆議院議員総選挙に向けて、同年5月に自民党徳島県連は後藤田について「うそとでたらめにまみれた言動」があるなどとして、党本部に公認しないよう求める異例の事態となり、後藤田も「（申し入れは）当事者たる1区支部長や支部を無視し、不当介入。議決は前代未聞の独善。県民に真実を取り戻す」と反発するなど亀裂が表面化した。さらに選挙直前の9月には飯泉知事が県連幹部などの要請を受けて、徳島1区での立候補に向けた動きを一時見せるなど混迷した。仮に飯泉が衆院選に立候補した場合、後任の知事選候補を巡って飯泉は女性官僚の擁立を目論見、後藤田側は意を受けた参議院議員である三木亨が知事選出馬への意欲を見せるなど、衆院1区と知事選が激しい選挙戦になることが危惧されていた。このため、県連幹部の意を受けた飯泉は出馬の意向を撤回し、この混乱の責任を取る形で山口俊一が県連会長の辞任に追い込まれた。
最終的に党本部から発表された公認候補者は、1区は後藤田の公認となり、福山は前回に引き続き3度目の比例四国ブロックへの単独立候補となったが、比例優遇措置がなくなり、名簿登載順位は小選挙区重複立候補者よりも下位となる13位に置かれた。自民党徳島県連では選挙戦に当たり徳島1区を自主投票とし、連立を組んでいる公明党もこれに追従し後藤田を推薦せず自主投票とした。後藤田はこの内紛の影響や日本維新の会公認の吉田知代が立候補したことによる保守票の分散から選挙戦では苦戦が伝えられ、10月31日投開票の結果、後藤田は無所属で立候補した仁木博文に初めて敗れ、比例復活で辛うじて議席を死守する結果となった（吉田も比例復活し、徳島1区は初めて与野党合わせて3人の議員が選出されている）。また、福山は比例での議席獲得に届かず落選している。

#### 2023年徳島県知事選を巡る動静と後藤田県政の誕生
2023年4月の統一地方選において、任期満了に伴う徳島県知事選挙は現職の飯泉嘉門の進退が不透明な中で、まず2022年12月に三木申三元知事の子息で参議院議員の三木亨がいち早く立候補を表明した。ただし、三木亨の知事選出馬に際しては、2019年の第25回参議院議員通常選挙で合区に伴う比例区の特定枠で当選している事から、自民党徳島県連を含めた特定枠対象となる各県連より「特定枠創設に至るまでの経緯や努力を無にしかねない」「参議院自民党及び党本部の組織全体、さらには参議院選挙制度そのものへの重大な影響を及ぼす恐れがある」と再考を求める意見や世耕弘成参議院自民党幹事長からも「慎重な検討が必要だとの認識」との意見があったが、三木の立候補の意思は変わらないものとなっており、翌2023年1月13日に三木は尾辻秀久参議院議長に議員辞職願を提出し、同日許可された。繰り上げ当選は次点者の田中昌史となった。
そして、2021年の衆議院議員総選挙で比例復活となった後藤田正純も知事選への立候補の意思が明らかになり、翌2023年1月5日に細田博之衆議院議長に議員辞職願を提出し、同日許可された（繰上当選は次点者の香川2区・瀬戸隆一）。翌6日に県知事選への立候補を正式に表明した。さらに前回の知事選に後藤田の支援を受けて立候補し敗れた元徳島県議の岸本泰冶も立候補を表明したうえ、現職の飯泉も立候補を表明したことで、この時点で議員辞職で退路を断った元国会議員2名を含む、自民党系4名による保守分裂選挙の情勢となっていた。その後、岸本が知事選からの撤退を表明している。自民党徳島県連は現職の飯泉の推薦を決定した。最終的に3月23日の知事選公示に伴い、三木、後藤田、飯泉の自民党系無所属3人と日本共産党公認の古田元則の4人が立候補を届け出る保守分裂の知事選となった。4月9日の投開票の結果、主に無党派層の支持を得た後藤田が三木、飯泉らを下して知事選初当選を果たした。現職の飯泉は5期20年の多選批判もあり、三木にも後塵を拝し3位に終わった。なお、自民党徳島県連の会長だった杉本直樹は県連が知事選で推薦した飯泉に加え、自身も県議選（那賀選挙区）で落選した引責により辞任に追い込まれた。

#### 2023年参議院補選・2024年徳島市長選を巡る動静
2023年6月、2019年参院選において徳島・高知合区で当選していた高野光二郎（自民党高知県連所属）に秘書に対する暴行疑惑が報じられ、概ね事実を認めた高野は引責辞職した。これに伴い、同年10月に欠員補充の補欠選挙が実施されることとなり、自民党は候補者の選定作業を進める事となった。高野が所属していた同党高知県連は幹事長で高知県議会議員の西内健を高知県連側の候補として選出した。一方で同党徳島県連側の候補者選定は難航しており、立候補を打診していた官僚に固辞された。同年8月6日に行われた徳島・高知両県連による候補者選定の会合では、徳島県連側がこの時点で西内の擁立に同意せず候補者選定に至らなかったが、この席上で徳島県連より前徳島県知事の飯泉嘉門を候補者に推す意見が出されていたという。なお、飯泉本人はこの時点で出馬について明言はしていない。その後、徳島県連内の協議で飯泉の擁立に反対意見が出たため、これを取り下げたうえで、高知県連の推す西内の擁立に合意し一本化された。これにより、参議院補選は自民公認の西内と、元衆議院・参議院議員で立憲民主党所属であった無所属の広田一による、いずれも高知県側の候補者による与野党一騎打ちとなり、結果は広田が西内に約9万票差を付けて当選したが、徳島県内の投票率は23.92%と大きく伸び悩み、2022年参院選からほぼ半減した。
一方、2020年に当選した内藤佐和子の任期満了に伴う徳島市長選が2024年春に執行されるが、内藤の市政運営（保育園補助事業の縮小、徳島市阿波おどりの運営体制を巡る混乱など）に対する不満が元となり2022年には内藤に対するリコール（解職請求）署名運動が起きる（リコール署名運動中止により解職投票に至らず）など、市政への批判から相次いで対立候補が出馬への動きを見せた。前回市長選で敗れた前市長の遠藤彰良は2023年7月に、前徳島市議会議員の森井嘉一が同年1月（表明の時点では現職市議）に、前回市長選で内藤を支援した前衆議院議員の福山守も2023年8月に、それぞれ市長選への立候補を表明した。このうち森井はその後立候補を見送り、福山の支援に回る事を表明している。現職の内藤も再選へ向けて立候補の意思を明らかにしていたが、公示直前の2024年3月になり、内藤が再選出馬を断念する意向を示した。同月31日に告示された市長選では福山、遠藤の2名が立候補を届け出、内藤は立候補しなかったことにより、任期限りでの市長退任が確定した。4月7日の投開票の結果、元職の遠藤が福山を下し、4年ぶりに市長返り咲きを果たした。

#### 2024年衆議院議員総選挙・2025年参議院議員選挙を巡る動静
次期衆議院議員総選挙となる第50回衆議院議員総選挙は任期満了となる2025年10月末までに行われる予定であったが、自民党は徳島1区で前回の候補者（選挙区支部長）であった後藤田正純が徳島県知事に転出したことで同区の自民党支部長が空席となった。この後任支部長を巡る公募が徳島県連により行われることになったが、かつての民主党・民進党所属で前回は無所属で立候補し後藤田を破った現職の仁木博文が公募に応じた。仁木は医師出身で日本医師会との繋がりもあることから、医療関係者の多い麻生派を中心に擁立へ向けて動いている事が伝えられていた。公募の結果、2023年9月に徳島県連は仁木を支部長候補として選定し、党本部に支部長選任を上申する事を決定した。仁木は同年10月の第212回臨時国会から自民党会派に所属し、党内では麻生派に入会した。一方、元参議院議員の高橋紀世子の子息で三木武夫の孫でもある高橋永が徳島1区での立候補の意向を示した。高橋は当初自民党からの立候補も模索していたが、立憲民主党徳島県連が高橋の擁立を決定した。1区では仁木、高橋のほか、前回日本維新の会公認で比例復活で議席を得た吉田知代に加え、日本共産党も候補擁立を決定しており、主要4党の対決となっている。
前回の知事選で落選した前知事の飯泉嘉門は、次期衆議院議員総選挙に徳島2区から国民民主党・連合徳島などの推薦の無所属で立候補を表明した。2区には前回の知事選で飯泉を支持した自民党の山口俊一が立候補を予定しており、74歳（2024年9月現在）の山口は原則として自民党の内規により比例重複立候補ができないため、飯泉・山口はそれぞれ比例復活ができない形で小選挙区での対決に臨むこととなった。また、2区でも維新、共産が候補を擁立した。
2024年10月27日に執行された第50回衆議院議員総選挙では、自民党の政治資金問題などで逆風が直撃する中で、1・2区ともに自民党が小選挙区議席を確保した。2区では山口と飯泉の間で激戦となったが、約3600票差で山口が勝利を収めた。また1区の立憲民主党候補の高橋永は重複立候補していた比例四国ブロックで議席を確保した。一方で維新は大阪を除いた全国的な退潮傾向から比例四国ブロックで議席を失ったため、前回比例復活で議席を得た吉田知代も落選している。
一方、2025年夏に予定される第27回参議院議員通常選挙では、2023年の補欠選挙で議席を獲得した立憲民主党会派所属で無所属の広田一に対し、議席奪還を目指す自民党は高知県議会議員で、かつては旧民主党・希望の党公認で衆議院議員総選挙に立候補経験のある大石宗を擁立する方向となり、同選挙区で初めて候補擁立を決定している参政党も含め、2025年1月の時点で高知県側の候補者で占められる情勢となっている。自民党は6年前と同様に候補者不在となる徳島県連側より特定枠候補を比例区で擁立することとなり、元衆議院議員の福山守の擁立を決定した。なお、自民党では参議院比例区候補については「70歳を超過しない」とする内規が設けられており、福山は選挙時72歳となるためこれに抵触することになるが、特例を認めて福山の擁立を認めている。